# Zaafrane
Zaafrane là một đô thị thuộc tỉnh Djelfa, Algérie. Dân số thời điểm năm 2002 là 12.865 người.